# Batalla de Sinhagad
La batalla de Sinhagad tuvo lugar durante la noche del 4 de febrero de 1670 en la fortaleza de Sinhagad, cerca de la ciudad de Pune, en Maharashtra, India.
La batalla fue librada entre Tanaji Malusare, un comandante del gobernante maratha  Shivaji Maharaj y Udaybhan Rathod el fortín bajo el mando de  Jai Singh I que era un jefe del ejército mogol.
Un acantilado que conducía al fuerte fue escalado por la noche con la ayuda de un  lagarto monitor domesticado llamado Yashwanti, a quien los marathas sujetaron una cuerda y enviaron a escalar la pared con sus garras. A partir de entonces, se produjo una batalla entre Tanaji y sus hombres contra el ejército mogol encabezado por Udaybhan Singh Rathod, un sarda Rajput que tenía el control del fuerte. Tanaji Malusare perdió la vida, pero su hermano Suryaji se hizo cargo y capturó el fuerte de Kondana, ahora conocido como Sinhagad.
Se erigió un busto de Tanaji Malusare en el fuerte en memoria de su contribución a la batalla.